# Palicourea lineata
Palicourea lineata är en måreväxtart som beskrevs av George Bentham. Palicourea lineata ingår i släktet Palicourea och familjen måreväxter. Inga underarter finns listade i Catalogue of Life.